# Chrétiens palestiniens
 (novembre 2023).
Motif : "Sources" qui n'en sont pas et cherry-picking. Une bibliographie secondaire/centrée a été ajoutée par la suite, ce qui démontre l'admissibilité du sujet, mais encore faudra-t-il refondre le tout en utilisant ces sources.

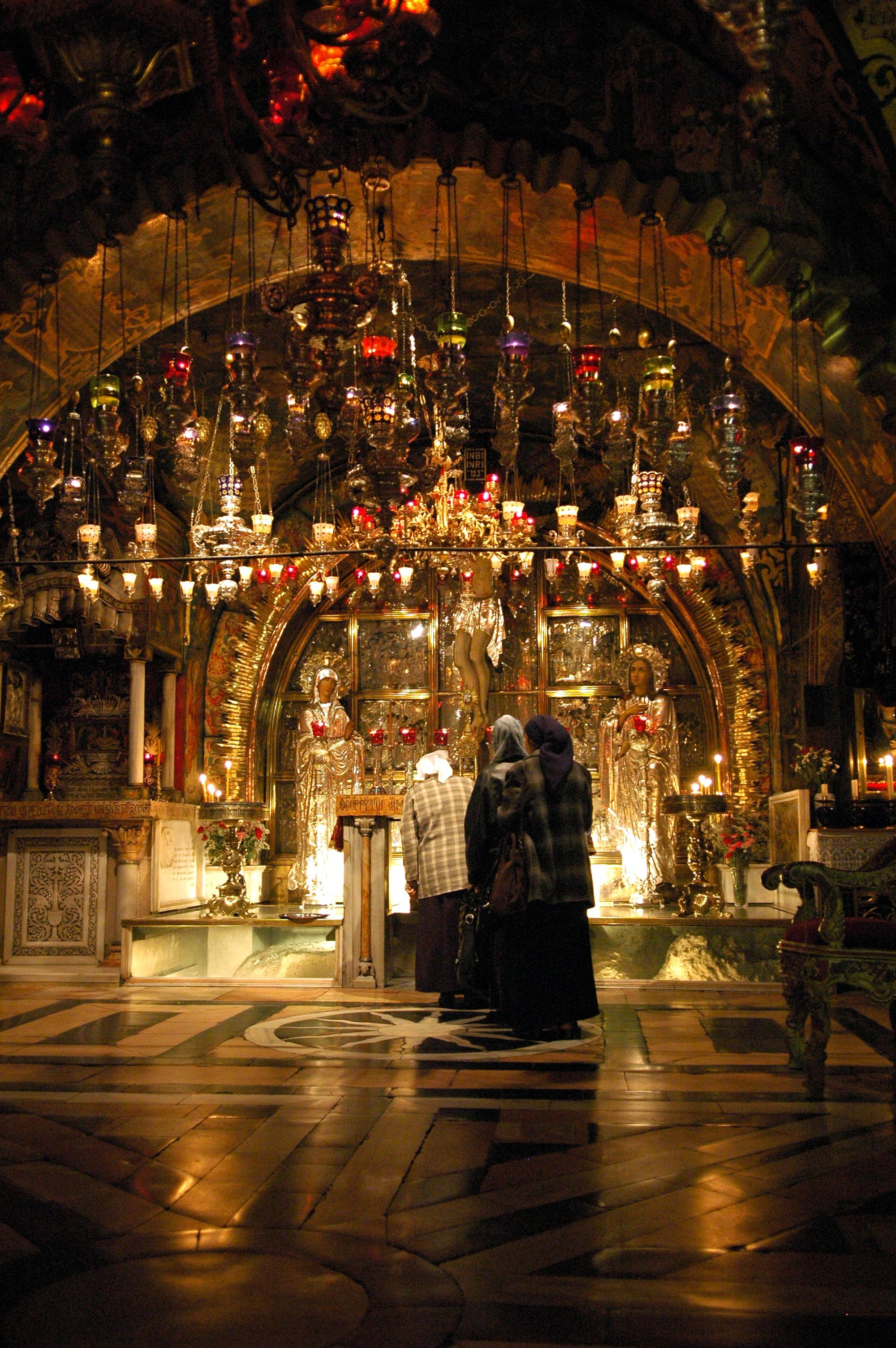
Église du Saint-Sépulcre à Jérusalem.

Les chrétiens palestiniens (arabe : مَسِيحِيُّون فِلَسْطِينِيُّون , romanisé :  Masīḥiyyūn Filasṭīniyyūn| hébreu : נצרות בפלסטין , romanisé : Natsrut bi-Falastin) sont des citoyens Arabes chrétiens de l'État de Palestine. Dans une définition plus large des chrétiens palestiniens, y compris les réfugiés palestiniens, la diaspora et les personnes ayant une ascendance chrétienne palestinienne totale ou partielle, cela peut s'appliquer à environ 500 000 personnes dans le monde en 2000. Les chrétiens palestiniens appartiennent à un certain nombre de personnes. de confessions chrétiennes, y compris l'orthodoxie orientale, le catholicisme (rites orientaux et occidentaux), l'anglicanisme, le luthéranisme, d'autres branches du protestantisme et autres. Bernard Sabella, de l'Université de Bethléem, estime que 6 % de la population palestinienne dans le monde est chrétienne et que 56 % d'entre eux vivent en dehors de la région de Palestine, principalement en Jordanie.

## Historique

### Contexte et début de l'histoire
Les premières communautés chrétiennes de la Palestine romaine sont issues des disciples de Jésus de Nazareth, qui est mis à mort et crucifié sur ordre du préfet Ponce Pilate en 30-36 et sont des chrétiens à la base juifs parlant araméen et, plus tard, des Romains et des Grecs parlant latin et grec, qui sont en partie des descendants d'anciens colons de la région, tels que les Syro-phéniciens, les Araméens, les Grecs, les Perses et les Arabes comme les Nabatéens.
Contrairement à d'autres groupes de chrétiens orientaux tels que les Nestoriens, en grande partie assyriens, la grande majorité des chrétiens palestiniens passent sous la juridiction ecclésiastique du patriarcat œcuménique et des empereurs romains après le Concile de Chalcédoine en 451 apr. J.-C. et sont appelés   melkites, par d'autres chrétiens syriaques
Les Melkites sont  hellénisés au cours des siècles suivants, abandonnant leurs langues araméennes occidentales distinctes au profit du grec . Au VIIe siècle, Jérusalem et la Palestine byzantine  deviennent l'épicentre de la culture grecque en Orient.
Peu après les conquêtes musulmanes, les Melkites commencent à abandonner le grec pour l'arabe, un processus qui fait d'eux les chrétiens les plus arabisés du Levant.
La plupart des chrétiens palestiniens se considèrent aujourd’hui comme des chrétiens arabes, culturellement et linguistiquement , dont les ancêtres remontent aux premiers disciples du Christ. Ils prétendent descendre des Romains, des Arabes Ghassanides, des Byzantins et des Croisés.
La région composée principalement de l’Israël moderne et de l’État de Palestine est considérée comme la Terre Sainte par les chrétiens. Les principales villes saintes chrétiennes telles que Bethléem, Nazareth et Jérusalem sont situées en Israël et dans l'État de Palestine.
Le fait que les Arabes chrétiens de Palestine se considèrent comme des Arabes sur le plan nationaliste reflète également le fait que, dès le début du XXe siècle, ils partageaient bon nombre des mêmes coutumes que leurs voisins musulmans. À certains égards, cela était une conséquence du fait que les chrétiens avaient adopté des pratiques essentiellement islamiques, dont beaucoup découlaient de la charia . Dans d’autres, il s’agissait plutôt de coutumes partagées par les musulmans et les chrétiens qui ne dérivaient d’aucune des deux religions, mais résultaient plutôt d’un processus de syncrétisation, par lequel ce qui était autrefois des pratiques païennes était ensuite redéfini comme chrétien et ensuite adopté par les musulmans. Cela était particulièrement évident dans le fait que les musulmans et les chrétiens de Palestine partageaient bon nombre des mêmes jours de fête, en l'honneur des mêmes saints, même s'ils les appelaient sous des noms différents. "Les sanctuaires dédiés à Saint-Georges, par exemple, ont été transformés en sanctuaires honorant Khidr-Ilyas, une fusion du prophète Élie et du sprite mythique Khidr". De plus, de nombreux musulmans considéraient les églises chrétiennes locales comme des sanctuaires pour les saints. Ainsi, par exemple, « une femme musulmane ayant des difficultés à concevoir pourrait se rendre à Bethléem pour prier pour un enfant devant la Vierge Marie ».

## Étymologie
Dans la langue arabe, les chrétiens sont appelés Naṣrānī (dérivé du terme Nazaréen) ou Masīḥī (dérivé du terme arabe Masīḥ, c'est-à-dire « Messie »). Les juifs locuteurs de l'hébreu les appellent plutôt Notzri, ou Notsri ("Nazaréens", originaires de la ville de Nazareth).

## Culture
Il n’y a pas de différences culturelles majeures entre les chrétiens arabes et l’environnement palestinien en général. Certaines différences proviennent de différences religieuses. Lors d'événements sociaux auxquels participent des chrétiens, des boissons alcoolisées sont souvent servies, contrairement à ce qui est courant dans la plupart des sociétés arabes, car la loi islamique interdit de telles boissons. Les chrétiens palestiniens circoncis principalement leurs hommes, comme les musulmans et les juifs, même si la loi de la circoncision a été abandonnée dans le Nouveau Testament, ce qui signifie que les différentes églises n'obligent pas leurs fidèles à le faire. Les chrétiens d'Israël parlent couramment trois langues : l'arabe, l'hébreu et l'anglais. D'autre part, les chrétiens des territoires palestiniens parlent couramment trois langues : l'arabe, l'anglais et des langues comme le français.

### Fêtes

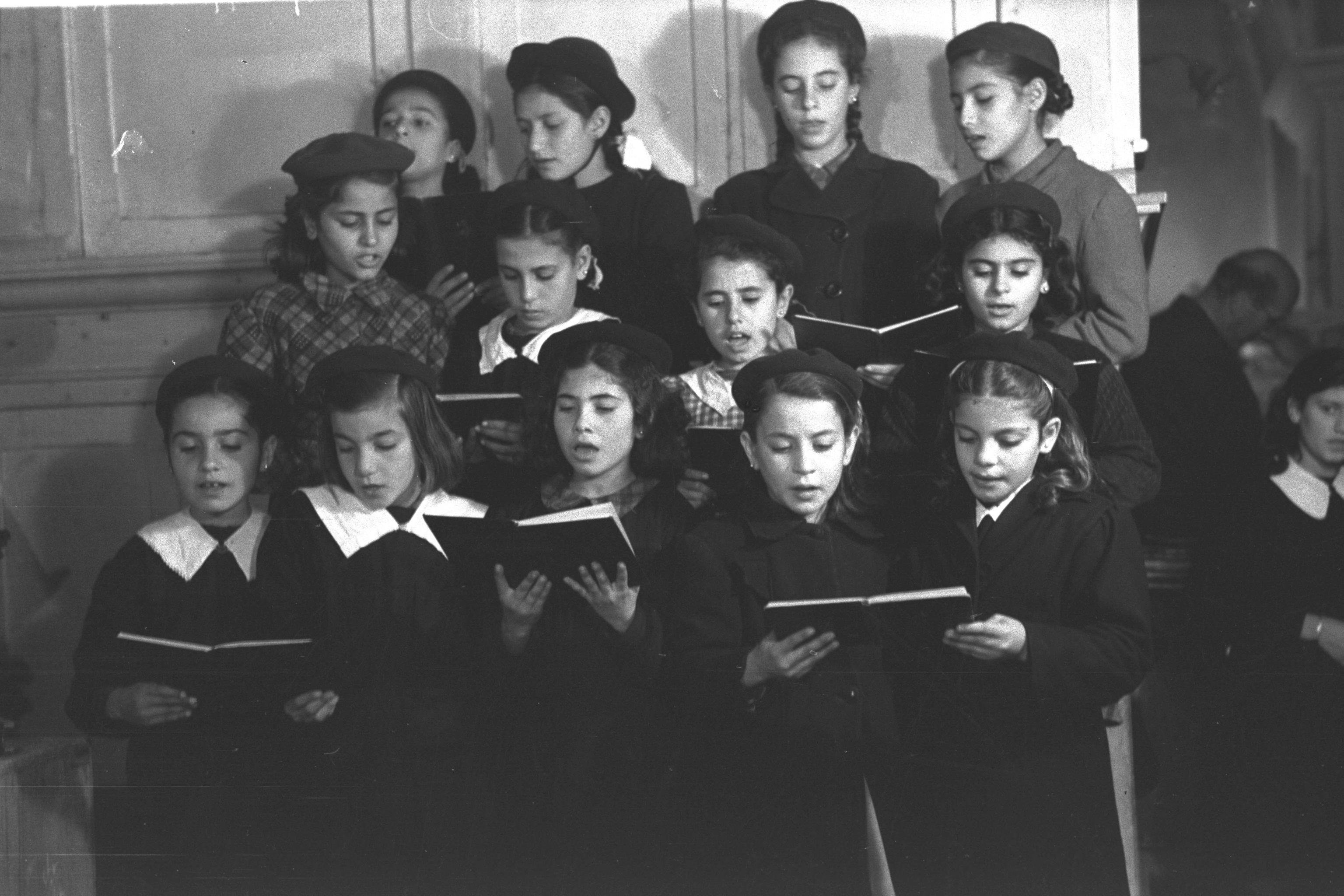
Chorale d'enfants chrétiens la veille de Noël, Nazareth, 1948.

Les chrétiens célèbrent Noël selon les calendriers grégorien et julien, les églises orthodoxes orientales et levantines suivent le calendrier du 7 janvier, l'église catholique et les protestants suivent le calendrier du 25 décembre, tandis que l'église arménienne de Jérusalem célèbre Noël le 19 janvier, combinant les fêtes de l'Épiphanie et Noël sur le calendrier julien. Noël est associé aux réunions de famille et aux célébrations sociales, dont la plus importante est le placement de décorations de Noël représentées par l'arbre . Souvent, une « grotte de Noël » est placée en dessous ou à proximité, où sont placées des figures représentant l'événement de naissance, notamment Jésus enfant, sa mère et Joseph le charpentier, ainsi que les bergers et les trois mages. Cette coutume est venue d'Occident, cependant, elle est devenue partie intégrante des traditions générales de Noël, tout comme la distribution de cadeaux aux enfants qui sont liés au personnage symbolique du Père Noël. Les rituels de Noël ont lieu à Bethléem, en particulier dans l'église de la Nativité, entrecoupés de processions de Noël, dont la plupart traversent la cour extérieure de l'église, et la messe est traditionnellement suivie par le président palestinien.

### Littérature religieuse
La littérature arabe chrétienne est née dans les monastères de Palestine et de là, elle s'est répandue en Syrie, en Égypte et en Irak. Parmi ses personnalités notables figurent Abu Ishaq al-Sabi, Ibrahim al-Tabarani, Suleiman al-Ghazi, qui a écrit un recueil de poésie dans lequel il défendait la religion chrétienne, Estephan al-Ramlawi, qui a traduit la Bible en arabe , et Théodore Abu Qurra , qui a transféré la théologie chrétienne à l'arabe à la fin du VIIIe siècle, et avant cela, elle se limitait au grec et au syriaque. De nombreux manuscrits de la littérature arabe chrétienne ont été transférés dans des bibliothèques européennes , bien qu'une partie importante soit conservée dans les monastères du Sinaï, de Palestine et de Syrie . Récemment, l’intérêt pour la littérature arabe chrétienne a commencé grâce au père Louis Sheikho, au père Anastas Marie Al-Carmeli et à Samir Khalil.

## Dirigeants
Le patriarche orthodoxe de Jérusalem, Théophile III, est le chef des chrétiens orthodoxes, élu par le Saint-Synode de Jérusalem en 2005, bien qu'Israël ne le reconnaisse pas comme tel, mais plutôt son prédécesseur, Irénée Ier.
Le patriarche latin de Jérusalem , Pierbattista Pizzaballa, est le chef des catholiques palestiniens depuis octobre 2020. L'évêque anglican de Jérusalem est Suheil Dawani.

## Contexte historique et politique
Les estimations du nombre de chrétiens arabes varient considérablement. Les chrétiens ne représentent aujourd'hui que 9,2 % de la population du Moyen-Orient. Actuellement au Liban, ils n’atteignent que 39 % de la population, alors qu’avant la guerre civile ils étaient 70 % ; en Syrie, ils sont d'environ 10 à 15 %.

### Activisme nationaliste
Les chrétiens palestiniens soutiennent généralement le nationalisme palestinien, les militants chrétiens sont généralement partisans de la gauche nationaliste palestinienne, car elle est laïque,. Ils sont ainsi présents au sein du Fatah, du Front populaire de libération de la Palestine et du Front démocratique de libération de la Palestine. Les chrétiens palestiniens sont parfois décrit comme des nationalistes plus radicaux que les musulmans.

### Théologie de la libération palestinienne
La théologie de la libération palestinienne est une expression de la théologie politique et d'une théologie contextuelle qui représente une tentative par un certain nombre de théologiens palestiniens indépendants de diverses dénominations – pour la plupart des églises protestantes principales – d'articuler le message de l'Évangile de manière tel un moyen de rendre cet évangile libérateur pertinent par rapport aux besoins perçus de leurs troupeaux autochtones. En règle générale, cette articulation implique une condamnation de l'État d'Israël, un fondement théologique de la résistance palestinienne à Israël ainsi que des aspirations nationales palestiniennes, et une valorisation intense de l'identité ethnique et culturelle palestinienne comme garante d'une compréhension plus vraie de l'Évangile du fait qu'ils sont habitants de la terre de Jésus et de la Bible. La figure principale de la théologie de la libération palestinienne est le religieux anglican Naim Ateek, fondateur du Centre œcuménique de théologie de la libération Sabeel à Jérusalem.

### Kairos Palestine
En décembre 2009, un nombre important de dirigeants chrétiens palestiniens ont publié le Document Kairos Palestine, intitulé « La minute de vérité » . Parmi les rédacteurs du document figurent le patriarche Michel Sabah, l'évêque Atallah Hanna , le père Khader Jamal, le révérend Monk Mitri, le révérend Naeem Ateeq et Rifaat Kassis, qui est le coordinateur et porte-parole du chef du groupe.
Le document déclare que l’occupation israélienne de la Palestine est un « péché contre Dieu » et contre l’humanité. Il appelle les Églises, le monde chrétien et les chrétiens du monde entier à l'examiner et à l'adopter et à appeler au boycott d'Israël. Dans ce document historique, ils voient que « l’occupation militaire de notre terre est un péché contre Dieu et contre l’homme, et que la théologie qui justifie cette occupation est une théologie révisionniste, et très éloignée des enseignements chrétiens, comme la vraie théologie chrétienne est une théologie d'amour et de solidarité avec les opprimés, et un appel à réaliser la justice et l'égalité entre les peuples. » Le document a été critiqué par des groupes sionistes chrétiens américains.

### Centre de théologie œcuménique de la libération: Sabel
Le Centre théologique Sabel pour la libération œcuménique est une organisation non gouvernementale chrétienne basée à Jérusalem, a été fondée en 1990 à la suite d'une conférence sur « La théologie de la libération de la Palestine ». Selon son site Internet, « Sabil est un mouvement théologique de libération œcuménique populaire parmi les chrétiens palestiniens. Inspirée par la vie et les enseignements de Jésus-Christ, cette théologie de la libération cherche à approfondir la foi des chrétiens palestiniens et à promouvoir l'unité entre eux en faveur de l'action sociale. Sabeel s'efforce de développer une spiritualité basée sur l'amour, la justice, la paix, la non-violence, la libération et la réconciliation pour diverses communautés nationales et religieuses. Le mot « Sabeel » en arabe signifie « chemin », ainsi que « canal » ou « source » d’eau vivifiante. »
Sabel a été critiqué pour avoir estimé qu'« Israël est le seul responsable de l'origine et de la poursuite du conflit israélo-palestinien » et pour avoir utilisé « des images antisémites contre Israël, ainsi que pour l'inégalité du judaïsme en tant que « tribu ». », « primitif » et « exceptionnel » par opposition à « l’universalisme » du christianisme et à « l’exclusivité »,. De plus, Daniel Fink, écrivant au nom de l'organisation non gouvernementale NGO Monitor, que le leader de Sabeel, Naim Ateek, a décrit le sionisme comme « un pas en arrière dans le développement du judaïsme » et les Juifs comme « des oppresseurs et des fauteurs de guerre ».

## Persécution
Après le discours du pape Benoît XVI à Ratisbonne sur les relations entre violence et religions (septembre 2006), cinq temples (dont deux orthodoxes) ont été détruits par des bombes ou par des tirs dans la bande de Gaza et en Cisjordanie. Le Premier ministre palestinien de la bande de Gaza Ismaël Haniyeh a condamné les attaques terroristes contre les chrétiens et la présence policière a été renforcée à Bethléem.
Cependant, certains chrétiens palestiniens de Bethléem et de Beit Jala affirment que c'est la perte de terres agricoles et l'expropriation par l'armée israélienne, la persécution de 1948 et la violence de l'occupation militaire qui ont conduit à la fuite et au Grand Exode (Nakba).

## Chrétiens palestiniens notables

### Moines
- Côme de Maïouma
- Dorothée de Gaza
- Sabas le Sanctifié
- Théophane Graptoi

### Clercs
- Jamal Khader
- Munib Younan
- Théodose (Hanna)
- Michel Sabbah
- Fouad Twal
- Mitri Raheb
- Diodore Ier de Jérusalem
- Irénée Ier de Jérusalem

### Activistes nationalistes palestiniens
- Antoine Daoud
- Georges Habache
- Nayef Hawatmeh
- Naïm Khader
- Wadie Haddad
- Hanan Achrawi